# Auto.ru
Auto.ru (А́вто.ру) — автомобильный сайт в Рунете, чья ежемесячная аудитория превышает 25 миллионов пользователей. Ежегодно через него выбирают сотни тысяч новых автомобилей и продают более полутора миллионов подержанных автомобилей. Создан в 1996 году Михаилом Рогальским. В 2014 году был выкуплен компанией «Яндекс». Весной 2016 года в состав Auto.ru вошёл агрегатор «Яндекс Авто», затем под этим именем была запущена информационно-развлекательная платформа для автомобилистов, а сам «Яндекс Авто» вышел из состава Auto.ru. В конце 2016 года Auto.ru был присоединён к компании «Яндекс.Вертикали».
По состоянию на конец первого квартала 2025 года, Авто.ру — одна из крупнейших платформ для продажи автомобилей, через которую было размещено 43% проданных автомобилей России.

## История

### 1996—2013
Сайт «Авто.ру» был запущен 15 июля 1996 года. Он возник как хобби программиста Михаила Рогальского. Через знакомого он получил домен auto.ru и на его основе начал собирать справочник по автомобилям. Постепенно на сайте появились форумы по автомобильной тематике и доски объявлений о купле-продаже подержанных автомобилей. Аудитория сайта росла, а в 1999 году «Авто.ру» получил первое признание — сразу два приза «Интел Интернет Премии» в номинациях «Сайт общения» и «Веб выбирает вас». Первые наёмные сотрудники появились у «Авто.ру» в 2000 году.
В 2003 году портал «Авто.ру» вошёл в «большую двадцатку» ресурсов российского интернета с наибольшим охватом российской аудитории, составленную на основе статистических данных Rambler и Mail.Ru, а также сотню наиболее полезных и интересных интернет-ресурсов по оценке «Rambler». В 2005 году Рогальский договорился об обмене активами с партнёром Дмитрием Волковым: за 24,9 % в Auto.ru Рогальский отдал около 24,9 % совместного проекта Realty.ru (также начатого в 1996 году). В 2006 году «Авто.ру» расширился разделом отзывов об автомобилях. В 2007 году в дополнение к объявлениям о продаже легковых автомобилей и другого транспорта (от мотоциклов и грузовиков до снегоходов и катеров) на сайте появился раздел запчастей, в который уже к следующему году загружали по 10 тысяч объявлений в месяц. В 2008 году пользователям стал доступен «Журнал расходов», который позволял на чужом опыте оценить стоимость эксплуатации конкретного автомобиля. В первой половине 2000-х проект рос намного быстрее рынка, ежегодно увеличивая аудиторию на 70—80 % при среднем для интернет-компаний показателе в 15—25 %. Так, в 2008 году посещаемость «Авто.ру» составляла 150—250 тысяч человек в сутки, что обеспечивало сайту место в списке 25 самых популярных российских интернет-ресурсов. К началу 2012 года ежедневная аудитория проекта превысила один миллион человек.

### 2014—2022

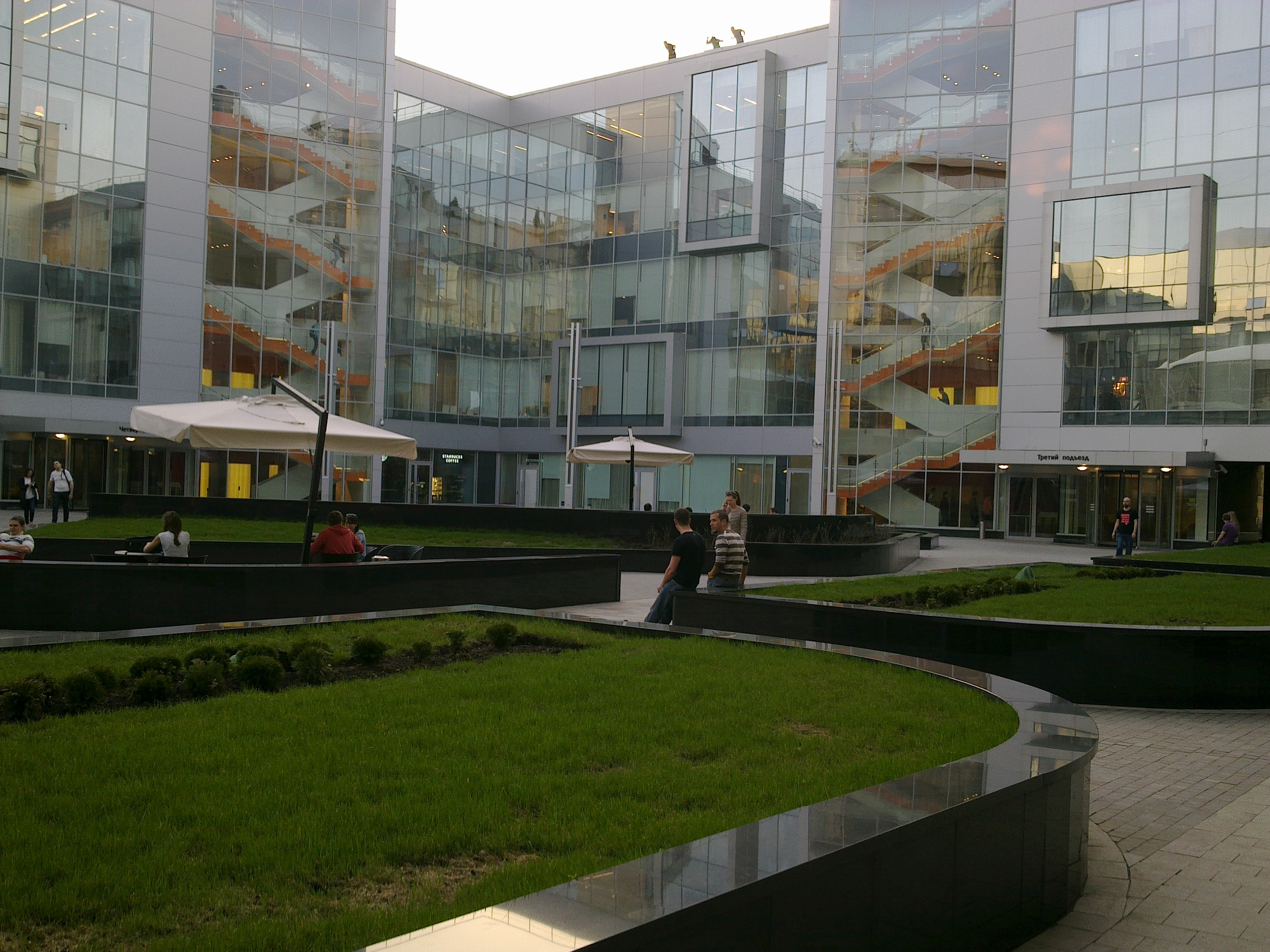
Штаб-квартира компании «Яндекс» и офис Auto.ru

В июне 2014 года «Яндекс» объявил о покупке у Рогальского 100 % «Авто.ру» по оценке 175 миллионов долларов. Многие участники рынка сочли сумму сделки запредельно высокой, но компания посчитала иначе: бизнес классифайдов (англ. досок объявлений) был высокомаржинальным при низких затратах, а приобретение крупнейшего автомобильного портала давало доступ к огромной базе объявлений, которой не было у собственного автомобильного проекта «Яндекса» — агрегатора «Яндекс. Авто». По условиям соглашения прежние владельцы обязались в течение трёх лет не запускать в России, Казахстане, Белоруссии и Турции (то есть на основных рынках «Яндекса») проекты, связанные с автомобильной и мототематикой; не переманивать клиентов и не нанимать бывших сотрудников «Авто.ру», которые перешли на работу в «Яндекс».
В сентябре 2015 года был представлен обновлённый «Авто.ру» с новым дизайном и новыми возможностями (скрытие номера телефона, скрытие номера автомобиля и проверка машины по VIN-номеру. В конце 2015 года в рамках реструктуризации бизнеса «Яндекса» портал «Авто.ру», «Яндекс. Авто», «Яндекс.Недвижимость» и «Яндекс. Работа» перешли под управление дочерней структуры интернет-компании, получившей название «Яндекс. Вертикали». Весной 2016 года «Яндекс» объединил «Яндекс. Авто» и «Авто.ру» под брендом последнего, перенеся на более известную и популярную площадку информацию о технических характеристиках и комплектации автомобилей и подписки пользователей на объявления.
К этому моменту база «Яндекс. Авто», существовавшего с апреля 2008 года, включала около 800 тысяч объявлений с 300 сайтов-досок объявлений, а месячная аудитория сервиса превышала 2 миллиона человек.
В конце 2016 года «Яндекс» завершил присоединение сервиса к своей дочерней структуре «Яндекс Вертикали».
Для усиления позиций «Авто.ру» за пределами Центральной России в июле 2017 года «Авто.ру» приобрёл у компании Hearst Shkulev Digital, входящей в издательский дом Hearst Shkulev Media, 33 региональные автомобильные доски объявлений, включая «E1.Авто» (Екатеринбург), Autochel.ru (Челябинск), «НГС.Авто» (Новосибирск), Auto.29.ru (Архангельск). Все объявления этих площадок и учётные записи пользователей были перенесены на «Авто.ру».
В конце 2017 года «Авто.ру» создал бесплатный сервис для оценки автомобиля на основе технологии машинного обучения. Инструмент способен оценивать автомобили по модели, марке, типу кузова, поколению, пробегу, а также региону, в котором должна будет пройти сделка. Дополнительные параметры повысят точность работы алгоритмов.
В 2019 году «Авто.ру» начал сотрудничество с Росстандартом — Федеральным агентством по техническому регулированию и метрологии. Первым сервисом, запущенным совместно, стала система проверки автомобилей на участие в отзывных кампаниях. Теперь на «Авто.ру» можно проверить по VIN или гос. номеру, действуют ли для автомобиля какие-либо кампании, и подключить автоматическое оповещение на случай их появления. В базе сервиса собраны кампании с 2014 года для более, чем 2 миллионов машин, произведённых для российского рынка и официально проданных на территории РФ.
В конце 2022 года «Авто.ру» запустил «Бортжурнал» — блог-платформу для автолюбителей, где пользователи могут вести заметки о личном опыте покупки и использовании машины, делиться сообщениями и историями поездок.

### 2023—н. в.
18 декабря 2023 года «Авто.ру» запустил платформу для автомобильных дилеров — «Авто.ру Бизнес». Новая платформа объединила технологии Яндекса, «Авто.ру» и кабинет для аналитики и управления бизнес-процессами на основе CM.Expert и стала сервисом для развития автобизнеса на всех этапах: от пополнения склада и привлечения покупателей до анализа продаж и повышения компетенций персонала.
В июне 2024 года Авто.ру увеличил до 100% свою долю в платформе «еКредит» после покупки 25% ее акций в 2021 году. Сервис объединяет дилеров и банки и позволяет им подбирать для своих клиентов кредиты с выгодными условиями. 
По состоянию на июнь 2025 года более 3000 дилерских центров по всей России управляют своими процессами через Авто.ру Бизнес.
В июле 2024 года Роскачество назвало лучшие сервисы продажи автомобилей с достоверными объявлениями. «Авто.ру» получил высшие оценки соответствия объявлений и продаваемых машин.
В сентябре 2024 года «Авто.ру» стал первым сервисом, в котором каждый пользователь, подбирающий автомобиль, может получить отчет бесплатно на любой заинтересовавший его автомобиль. Отчет становится доступен после звонка продавцу.
В 2024 году ежемесячная аудитория Авто.ру составляла 27 млн пользователей. Согласно оценкам Similarweb, число всех визитов как с десктопных компьютеров, так и с мобильных устройств у ресурса в апреле 2024 года составило 38,2 млн.
В начале 2025 года «Авто.ру» впервые за 10 лет провёл обновление логотипа. 

## Направления

### Объявления
«Авто.ру» — одна из крупнейших в стране автомобильных досок объявлений. По состоянию на конец первого квартала 2025 года, Авто.ру — одна из крупнейших платформ для продажи автомобилей, через которую было размещено 43% проданных автомобилей России.  
В 2024 году «Авто.ру» был признан сервисом с наиболее достоверными объявлениями, лучшей службой модерации объявлений и поддержкой пользователей. Это вытекает из совместного исследования Роскачества и Союза автомобильных дилеров, в котором определялось, насколько объявления, размещенные на онлайн-платформах, соответствуют реальным автомобилям, представленным в автосалонах.
Только за 2017 год через доску объявлений прошли 1,5 миллиона подержанных и новых автомобилей. В 2015 году газета «Коммерсантъ» приводила слова директора ИА «Автодилер-Петербург» Михаила Чаплыгина, который отмечал, что на «Авто.ру» завязан российский рынок оценки подержанных авто: дилеры ориентируются на статистику сайта, определяя цены на машины. По статистике TNS за 2015 год, «Авто.ру» был наиболее популярной автомобильной доской объявлений в Москве, а в Петербурге шёл вровень с автомобильным разделом Avito (статистика drom.ru в TNS не представлена). В годовом отчёте за 2017 год «Яндекс» привёл материалы исследования авторынка, проведённого агентством, не аффилированным с интернет-компанией, из которых следовало, что в декабре «Авто.ру» обеспечил 71 % звонков, поступивших дилерам через доски объявлений в Москве и 60 % звонков — в Санкт-Петербурге. По собственным данным компании, на 2018 год доля объявлений дилеров составляла 20 % от базы «Авто.ру», остальные 80 % были размещены частными лицами.
Для физических лиц публикация объявлений на «Авто.ру» в большинстве случаев бесплатна, дилеры платят за каждое размещение. Также «Авто.ру» зарабатывает на дополнительных платных услугах, которые включают поднятие объявления в выдаче, выделение объявления цветом, специальные варианты размещения и «стикеры», указывающие пользователям сайта на особенности конкретного предложения. Ещё одна бесплатная услуга — защита номера, подменяющая реальный телефон продавца в объявлении на один из нескольких миллионов номеров, принадлежащих компании. Пока объявление активно, вызовы перенаправляются продавцу, а после продажи номер временно отправляется в «карантин», а затем передаётся другому пользователю.
С 2015 года «Авто.ру» автоматически проверяет объявления по VIN-коду автомобилю, уточняя соответствие технических характеристик заявленным, нахождение машины в угоне и наличие запрета на регистрационные действия (например, если автомобиль находится в залоге). Проверенные объявления отмечаются специальным значком. С осени 2018 года сервис открыл свою историю объявлений, что позволяет увидеть, в каком состоянии находился автомобиль при предыдущих продажах и, например, обнаружить «скрученный» пробег.
С 2021 года при любых звонках через приложение «Авто.ру» настоящие номера продавца и покупателя остаются защищёнными. Кроме того, есть возможность видеовызова: теперь, если пользователям нужно связаться по видеосвязи, нет необходимости переключаться на мессенджеры.
В октябре 2023 года «Авто.ру» добавил функцию создания объявлений с помощью YandexGPT. Нейросеть поможет кратно ускорить процесс размещения автомобиля на продажу. Так, согласно данным опросов Авто.ру, ранее подготовка описания объявлений занимала у большинства пользователей от 7 до 30 минут (более 60% продавцов уделяли заполнению описания такой временной интервал), теперь же, с возможностями нейросети, создать описание можно будет в один клик, и это займёт несколько секунд.
В апреле 2024 года в карточке объявлений на Авто.ру появились транскрипции названий китайских моделей машин. Новая функциональность, созданная совместно с переводчиками и представителями автоконцернов, не только покажет, как читается название, но и озвучит корректное произношение.
В начале мая 2024 года в листинге Авто.ру появилась возможность поиска моделей-«близнецов» тех автомобилей, которыми изначально интересуется пользователь. Новая функция расширит число предложений в поисковой выдаче и даст возможность выбирать из большего числа похожих машин.

### Авто.ру Бизнес
В августе 2021 года «Авто.ру» покупает платформу «CM.Expert», а в  октябре 2022 года «Авто.ру» и «CM.Expert» запустили программу выкупа. 
В мае 2023 года «Авто.ру» запустил для дилеров инструмент мониторинга индекса лояльности клиентов (NPS) .
В июне 2023 года Академия «CM.Expert» и «Авто.ру» получила лицензию на образовательную деятельность
В декабре 2023 года «Авто.ру» запустил платформу для автомобильных дилеров — «Авто.ру Бизнес» 
В апреле 2024 года «Авто.ру Бизнес» запустил новый инструмент для дилеров — кредитный потенциал машин. Он помогает оценить вероятность дальнейшей перепродажи в кредит подержанного автомобиля. С его помощью продавец может точнее спрогнозировать кумулятивную маржу еще на этапе выкупа автомобиля, что в итоге напрямую влияет на доход дилерских центров. «Авто.ру Бизнес» добавил в личный кабинет дилера новую функциональность, позволяющую создать индивидуальное описание автомобиля с помощью генеративной нейросети YandexGPT. Это значительно упростило создание карточки авто на классифайде и сократило время выхода новых объявлений о продаже.  
В ноябре 2024 года «Авто.ру Бизнес» запускает инструмент для анализа входящих звонков. YandexGPT проверяет все звонки от потенциальных покупателей и делает выводы о качестве их обработки дилерами. Автоматизация процесса позволила освободить время, которое сотрудники дилерских центров тратили на прослушивание аудиозаписей. При этом, модель охватывает 100% входящих звонков, в отличие от ручного метода, и экономит дилерам средства, которые ранее расходовались на привлечение сторонних компаний для прослушивания и анализа.   

#### eCredit
В июне 2024 года «Авто.ру» полностью выкупил «еКредит» — B2B-платформу для автокредитования — у основателя и гендиректора сервиса Кирилла Ларина. Объединенная команда занимается улучшением существующих и внедрением новых цифровых решений для автобизнеса.

#### Премия ИКС
15 декабря 2023 года в Москве прошла первая церемония вручения всероссийской «Премии Индекса клиентского сервиса от Авто.ру» (сокращенно — «Премия ИКС»). Организаторы определяли российских автомобильных дилеров, которые создают лучший уровень клиентского сервиса. 
В феврале 2025 года состоялась вторая церемония. Лауреатами в восьми номинациях стали 30 российских дилерских центров, создавших лучший уровень клиентского сервиса для своих покупателей.
ИКС — независимый рейтинг, который формируется на основе отзывов реальных клиентов, обращавшихся к дилеру. Показатель рассчитывается на основе ключевых факторов, влияющих на качество обслуживания покупателей. Среди них — качество консультаций, экспертиза и опыт продавцов, дружелюбие персонала, общая удовлетворенность клиента по итогам взаимодействия с сотрудниками дилерского центра и другие.

### Журнал Авто.ру
В начале 2019 года «Авто.ру» открыл собственное онлайн-издание «Журнал». На сайте и в блоге выходят новости, обзоры, тест-драйвы и другие материалы. Главным редактором «Журнала» стал Михаил Цымбал, до этого возглавлявший онлайн-издание «Мотор.ру». 
К концу 2020 года аудитория Журнала превысила 8 000 000 пользователей в месяц. Редакция также управляет двумя собственными каналами «Яркие машины» и «Авто.ру» на Youtube, к началу 2025 года их совокупная аудитория превысила 700 000 подписчиков. 
В марте 2025 года «Журнал Авто.ру» провел самый масштабный в России тест электромобилей.

### Запчасти
Раздел объявлений о продаже запчастей появился на «Авто.ру» в 2007 году, в сентябре 2016 года он был перезапущен в сотрудничестве с крупными партнёрами — EuroAuto, Zapcar, Austor.ru и AutoOEM.ru. На старте в рубрике было размещено 600 тысяч предложений от частных пользователей и магазинов.
1 февраля 2022 года раздел запчасти прекратил свою работу.

### Автосервисы
В мае 2017 года «Авто.ру» представил сервис поиска автомоек, шиномонтажей, тюнинг-ателье и тонировочных мастерских «Автосервисы». На начальном этапе агрегатор автосервисов позволял выбирать из 65 тысяч организаций по всей России (включая 5,2 тысячи мастерских в Москве, 3 тысячи в Петербурге и 1,7 тысяч в Екатеринбурге), отфильтровывать их по статусу официального сервисного центра, перечню услуг, возможности безналичной оплаты и рейтингу на основе отзывов пользователей «Авто.ру». Спустя два года сервис приостановил свою работу.

### Центры диагностики
В 2016 году «Авто.ру» открыл сеть центров диагностики подержанных машин. Сотрудники центров проверяли состояние кузова, ходовой части, электрооборудования, тормозной системы, рулевого управления, трансмиссии, силового агрегата и оценивают состояние салона, комплектацию и экстерьер. По результатам проверки пользователь «Авто.ру» получал сертификат, при указании номера которого объявление дополнительно выделяется в поисковой выдаче. Первый центр открылся в Москве в июне 2016 года, первый центр в Санкт-Петербурге — в декабре.
С осени 2017 года «Авто.ру» начал экспериментировать с самостоятельной продажей автомобилей. После 100 успешных сделок в апреле 2018 года компания открыла в Москве шоурум, посетитель которого может проверить автомобиль на месте и продать его, если машина соответствует требованиям сервиса. В этом формате «Авто.ру» сразу выплачивает клиенту стоимость подержанного авто, самостоятельно экспонирует его в салоне и размещает в базе объявлений.
В марте 2019 офлайн-направление было закрыто. «Проект в офлайне позволил «Авто.ру» изучить другую сторону рынка, его показатели и объемы»,— сообщил представитель «Яндекс.Вертикалей». Развитие классической дилерской сети никогда не было приоритетной задачей сервиса, подчеркивают в компании.

### Приложения и сервисы
В 2012 году «Авто.ру» стал доступен через мобильные приложения (сначала для устройств под управлением iOS, затем для Android-смартфонов). Первоначально пользователям были доступны поиск по объявлениям, новости и тест-драйвы. С 2014 года в приложениях появилась возможность создания объявлений. В сентябре 2015 года «Яндекс» представил обновлённую версию приложения, которая получила все функции веб-версии. Летом 2016 года в приложениях для обеих мобильных систем появилась функция распознавания автомобилей по фотографиям, реализованная на основе искусственных нейронных сетей. Распознав фотографию система может представить пользователю марку и модель автомобиля, диапазон цен на него и подборку продавцов в его регионе.
В 2023 году в приложении появился функционал для съемки 3D-панорамы автомобиля. С помощью компьютерного зрения и обученных нейросетей алгоритмы сервиса стабилизируют картинку, убирают шумы и выстраивают объемную модель автомобиля. Окончательный образ собирается на серверах Авто.ру, где нельзя отретушировать панораму, чтобы скрыть недочеты.
Кроме того, у «Авто.ру» был совместный мобильный проект с корпорацией Google — приложение «Дороги России», представленное в марте 2012 года. Приложение использовало электронный компас и акселерометр, чтобы отслеживать вибрацию смартфона во время поездки на машине и передавало данные на сервер, где формировалась карта качества дорожного покрытия. Статистика была доступна в самом мобильном приложении, карта дорог — на сайте rusdorogi.ru.

## Сервисы и ключевые проекты

### Оценка
В ноябре 2017 года «Авто.ру» запустил бесплатный инструмент оценки рыночной стоимость машины, учитывающий модель, марку, тип кузова, поколение, пробег, комплектацию и регион продажи. При создании сервиса использовалось машинное обучение на базе объявлений «Авто.ру». Эта же система используется для модерации объявлений и выявления попыток мошенничества со слишком низкой ценой.
Разработчики обучили сервис с помощью базы данных «Авто.ру», в которую включили объявления за последние 12 месяцев (приоритет отдавался последним ценам перед снятием машины по причине продажи). В компании заявляют, что это позволило приблизить работу алгоритма к рыночным ценам и заставить сервис учитывать специфику каждой марки и модели автомобиля. Технология машинного обучения позволит сервису обучаться на каждом новом объявлении и самосовершенствоваться. В будущем «Авто.ру» хочет использовать подобную систему для модерации объявлений. Так, если продавец машины укажет слишком низкую цену, то технология сможет предупредить о мошенничестве.

#### Оценка состояния по фото
В марте 2024 года Авто.ру запустил  нейросеть, которая определяет состояние автомобиля по фотографиям. Сервис улучшил точность прогноза справедливой цены автомобиля за счёт внедрения алгоритмов машинного обучения. В основе работы нейросети лежит анализ состояния автомобиля с пробегом по фотографиям интерьера и экстерьера.

#### Определение комплектации
В июле 2023 год «Авто.ру» запустил специальную нейросеть, которая распознает комплектацию автомобиля на основании фотографий, предоставленных владельцем. С помощью этой технологии на базе машинного зрения любой, кто продает автомобиль на Авто.ру, может загрузить фотографии своей машины — нейросеть автоматически определит комплектацию автомобиля.

### Отчёт Авто.ру
С весны 2024 в отчётах «Авто.ру» присутствуют данные из иностранных аукционов по продаже автомобилей. На старте в базу были добавлены 5 млн. записей об авто с пробегом из аварийных аукционов США и Европы.
В сентябре 2024 «Авто.ру» сначала расширил механику взаимодействия пользователя с дилерами, предлагающими автомобили с пробегом. После совершения звонка продолжительностью более одной минуты по телефону, указанному в объявлении со стикером «Отчет за звонок», пользователь бесплатно получает подробный отчет о прошлом выбранного автомобиля. А затем научил нейросеть проверять историю автомобиля б/у. YandexGPT поможет тем покупателям, которым при поиске машины на «Авто.ру» трудно разобраться в длинных таблицах данных о том или ином автомобиле. Нейросеть составит ёмкое изложение истории машины, сделав акцент на самом важном: количестве владельцев, юридической чистоте и истории ДТП с её участием.

### Гараж
«Гараж Авто.ру» — это многофункциональный сервис, в котором хранятся все данные об автомобиле: можно быстро создать объявление, посмотреть историю и оценку стоимости машины, узнать про отзывные кампании, имеется быстрый доступ к важным документам. «Авто.ру» при поддержке Минцифры добавил в приложение быстрый доступ к электронным правам, СТС и европротоколу.
В декабре 2024 года в  разделе «Гараж» на «Авто.ру» стала доступна цифровая сервисная книжка. В дирекции интернет-площадки отметили, что цифровая сервисная книжка — новый инструмент, который позволит автомобилистам сохранять всю историю обслуживания автомобиля в одном месте. Теперь не нужно хранить в бумажном виде чеки и заказ-наряды, достаточно их сфотографировать и сохранить на «Авто.ру», исключив тем самым вероятность безвозвратной утери заказ-наряда.
В разделе «Гараж» на «Авто.ру» появился планировщик, который напомнит владельцу цифровой сервисной книжки о необходимости пройти техобслуживание и проинформирует его о рекомендованном списке работ. Об этом сообщили в пресс-службе интернет-площадки. Напоминание о необходимости поменять масло и фильтры, а также прогноз суммы, в которую обойдется услуга, будет составляться на основе данных из прошлых заказ-нарядов. Алгоритм, разработанный командой раздела «Гараж», сопоставляет информацию о последнем техническом обслуживании, включая список выполненных работ, с текущим пробегом и регламентом обслуживания, установленным производителем.

### Бортжурнал
В конце 2022 года «Авто.ру» запустил «Бортжурнал» — блог-платформу для автолюбителей, где пользователи могут вести заметки о личном опыте покупки и использовании машины, делиться информацией и историями поездок. 
В 2024 году в Бортжурнале появилась возможность спросить совета или дать его другим пользователям. Авторизованному пользователю достаточно описать в сообщении в Бортжурнале свою ситуацию, добавить информацию про марку и модель авто, а также добавить тег #Прошусовета. После публикации владельцы аналогичных машин получат предложение поделиться своими знаниями.

### Финанс
В начале 2021 года «Авто.ру» запустил новый сервис «Финанс», который автоматизирует подбор кредита на машины с пробегом. Тем, кто пока не понимает, на какую машину он «потянет» кредит, «Авто.ру Финанс» сделает подборку подходящих автомобилей. Нужно ввести желаемый размер ежемесячного платежа, и сервис покажет только те машины, которые подходят под ваши условия.

### «Новинка года»
Начиная с 2020 года редакция Журнала Авто.ру проводит вручение премии «Новинка года», её обладателя определяет открытое голосование пользователей «Авто.ру». Первым победителем стал Land Rover Defender.
Отличительной особенностью премии 2024 года является то, что впервые у всех желающих будет возможность бесплатно посетить выставку и увидеть претендентов на премию вживую. Посетители смогут ознакомиться с представленными моделями и увидеть эксклюзивные премьеры, которые ранее не были представлены на российском рынке. Выставка проходила на территории «Мега Белая Дача».

### Большой экзамен ПДД
Согласно данным опроса Авто.ру, каждый третий житель России не уверен в своих знаниях, при этом каждый четвертый россиянин считает, что другие водители тоже плохо знают правила. Треть респондентов уверена в своем знании ПДД, 27% опрошенных заявили, что помнят либо половину, либо не знают ни одного правила. Для улучшения ситуации со знанием ПДД, Авто.ру в 2022 году запустил проект Большой экзамен ПДД. Для автомобилистов и пешеходов подготовили 450 интерактивных вопросов различной сложности. 
В 2024 году аудитория проекта вновь увеличилась и превысила 1,2 млн участников.

## Компания

### Руководство
Рогальский занимался оперативным управлением «Авто.ру» и занимал пост генерального директора с момента создания проекта до 2013 года. Весной 2013 года в ходе реструктуризации компании (все доли были консолидированы в созданной накануне Immerberait AG) Рогальский передал пост директора сотруднице компании Екатерине Шарпан. С переходом «Авто.ру» в структуру «Яндекс. Вертикалей» в декабре 2015 года управлением «Авто.ру» занимается генеральный директор «Вертикалей» Антон Забанных. В 2021 году руководство «Яндекс. Вертикалями», включая  «Авто.ру»,  перешло Павлу Алёшину.

### Финансовые показатели
Последняя опубликованная финансовая отчётность «Авто.ру» относится к 2012 году. Выручка компании за 2011 год составила 305,4 миллиона рублей при чистой прибыли в 102,4 миллиона. 60 % денег компании принесли рекламные инструменты, 40 % — публикации объявлений дилерами. Источники газеты «Ведомости» сообщали, что в 2013 году выручка «Авто.ру» находилась в диапазоне 490—654 миллионов рублей (следовательно «Яндекс» в ходе сделки оценил компанию в 8,7—11,6 годовых оборотов). После покупки «Яндекс» не раскрывал финансовые показатели «Авто.ру», но консолидировал их в отчётности с III квартала 2014 года. Компания отмечала, что сосредоточилась на развитии платных услуг и увеличении нерекламных доходов, которые к 2015 году достигли 50 % выручки «Авто.ру». В годовом отчёте «Яндекса» за 2017 год показатели «Авто.ру» были включены в показатели бизнес-юнита «Вертикали», который обеспечил компании 2,082 миллиарда рублей выручки (около 2,2 % всего дохода «Яндекса») при скорректированной операционной выручке в 85 миллионов рублей.
По результатам 2024 года выручка структуры «Яндекс. Вертикали», в которую входит «Авто.ру», составила 34,1 миллиарда рублей, что составляет около 3% всего дохода «Яндекса» .

### Критика и резонансные инциденты
В январе 2019 года сервис бесплатных объявлений Avito обвинил «Авто.ру» в копировании объявлений о продажах автомобилей.
11 сентября 2019 года Федеральная антимонопольная служба (ФАС) России оштрафовала ООО «Яндекс. Вертикали» на 100 тыс. рублей за рекламу Auto.ru, в частности, по мнению ведомства, рекламные видеоролики компании формировали негативное отношение к лицам, которые не пользуются этим ресурсом.